# Ferrovia Ginevra-Annemasse
La ferrovia Ginevra - Annemasse era una breve linea ferroviaria internazionale, a scartamento normale e a binario unico della Svizzera, che univa la stazione di Ginevra Eaux-Vives con la rete francese della RFF nella stazione di Annemasse. Nel 2014 la RFF venne reintegrata all'interno del gruppo SNCF. L'esercizio era svolto dalla SNCF anche sul tratto svizzero. La linea è stata ricostruita e prolungata nel 2019 fino a Ginevra Cornavin e Ginevra Aeroporto nell'ambito del progetto CEVA.

## Storia

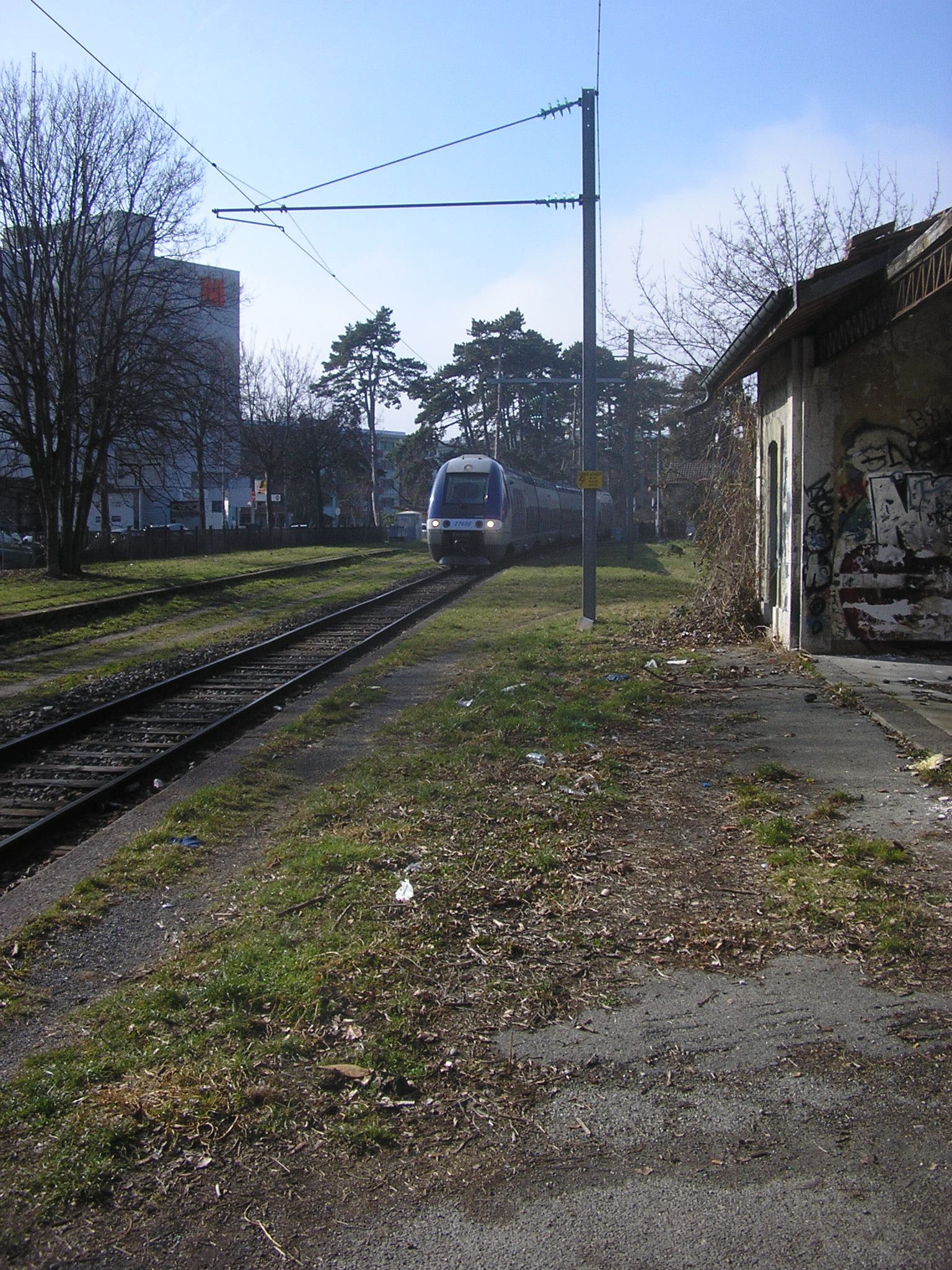
Treno da Ginevra Eaux-Vives in transito nella stazione dismessa di Chêne-Bourg

La linea ferroviaria Ginevra - Annemasse venne progettata allo scopo di collegare l'area ginevrina alla rete dell'Alta Savoia, in Francia, con l'intento di connetterla poi al resto della rete svizzera e all'itinerario ferroviario a sud del Lago Lemano. Dato che il tracciato progettato si svolgeva a cavallo dei due stati, il 14 giugno 1881, venne stipulato un trattato svizzero-francese.
Allo scopo di realizzarla ed esercirla venne fondata a Ginevra, il 1º giugno 1888, una società che prese il nome di Chemin de fer de l'État de Genève (CFEG).
Nel 1912 venne approvato con legge federale il collegamento con la stazione di Ginevra Cornavin che avrebbe realizzato la connessione con la rete principale svizzera e il passaggio della linea alla rete SBB-CFF-FFS; tale collegamento tuttavia non venne mai realizzato e la linea rimase monca alla stazione periferica di Eaux-Vives.
Il percorso ferroviario di circa due chilometri fra Annemasse e Ambilly, già di proprietà della SNCF, è in atto appartenente alla società francese di infrastruttura ferroviaria Réseau Ferré de France. La tratta dal confine della Svizzera alla stazione di Ginevra Eaux-Vives appartiene invece alla CFEG, ma l'esercizio viene svolto relativamente al percorso svizzero, dalla SNCF a spese del Cantone di Ginevra.
La linea venne elettrificata, dal 28 settembre 1986, a 25 kV, 50 Hz allo scopo di poter utilizzare il materiale rotabile francese.
Prima della elettrificazione era stata soppressa, nel 1983, la stazione di Chêne-Bourg, l'unica fermata in Svizzera tra Moillesulaz ed Eaux-Vives. Alla fine del 1991 è stato sospeso il traffico merci.
Dal 2009 vi circola una relazione ferroviaria SNCF-TER che la collega ad Annemasse, Évian-les-Bains, Annecy o Saint-Gervais-les-Bains-Le Fayet.
Nel 2014 la RFF venne reintegrata all'interno del gruppo SNCF.

## Percorso
| Continuation backward |

| Station on track |

|  | Unknown route-map component "xABZgl" | Unknown route-map component "CONTfq" |

| Unknown route-map component "exHST" |

| Unknown route-map component "exSTR" |

| Unknown route-map component "exhKRZWae" |

| Unknown route-map component "exSTR" |

| Unknown route-map component "exHST" |

| Unknown route-map component "exTUNNEL1" |

| Unknown route-map component "exKHSTe" |

La ferrovia, inizialmente lunga appena 6 km è una linea internazionale in quanto si svolgeva per due km in territorio francese e per 4 km in territorio svizzero, nel Cantone di Ginevra.
La proprietà è mista: il tratto francese è del RFF mentre quello svizzero è della CFEG. La gestione è invece affidata alla SNCF che percepisce un canone dal cantone ginevrino.
La linea era a semplice binario ed elettrificata, nel 1983, in conformità al sistema francese, a 25 kV, corrente alternata a frequenza 50 Hz, con pendenze che raggiungono il 12‰ in territorio francese e il 20‰ in territorio svizzero.
La velocità dei treni era limitata a 70 km/h con rallentamento a 40 km/h nell'attraversamento di Chêne-Bourg.
La segnaletica della linea è di tipo francese con Blocco Elettrico Manuale.

### CEVA

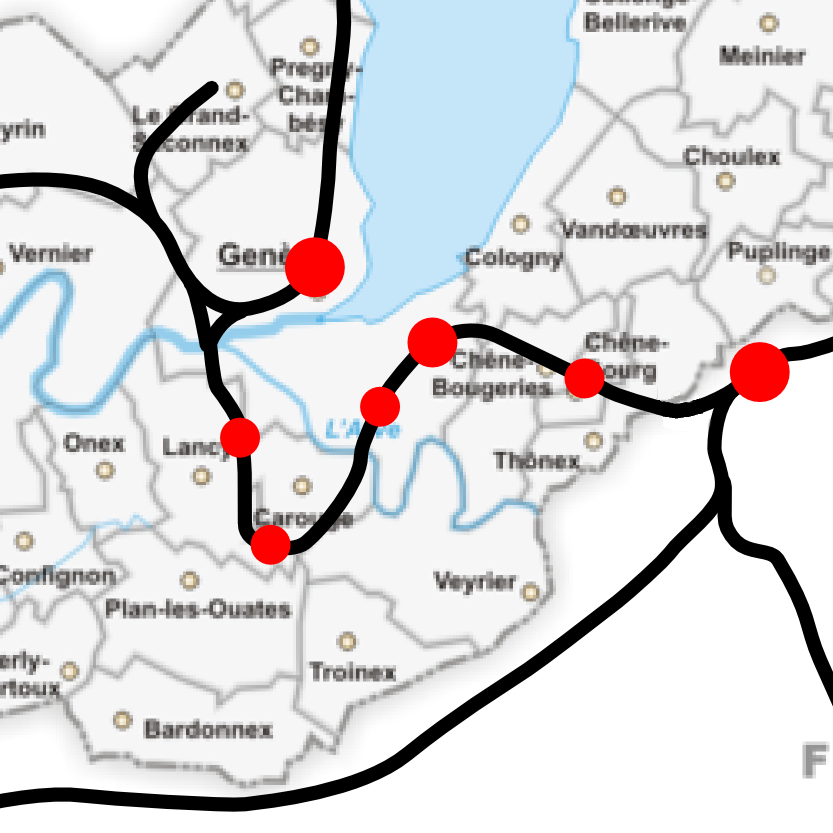
Progetto CEVA di collegamento della linea con il resto della rete svizzera

La linea è parte integrante di un progetto, della Regione Rhône-Alpes, che prevede anche la riapertura della cosiddetta ligne du Tonkin tra Évian-les-Bains e Saint-Gingolph (frontiera franco-svizzera) stabilendo una relazione diretta tra i cantoni di Ginevra e Vallese sulla riva sud del lago Lemano e il collegamento sotterraneo, già previsto in passato, tra Eaux-Vives e Cornavin realizzando un circuito urbano-suburbano integrato di trasporto ferroviario.

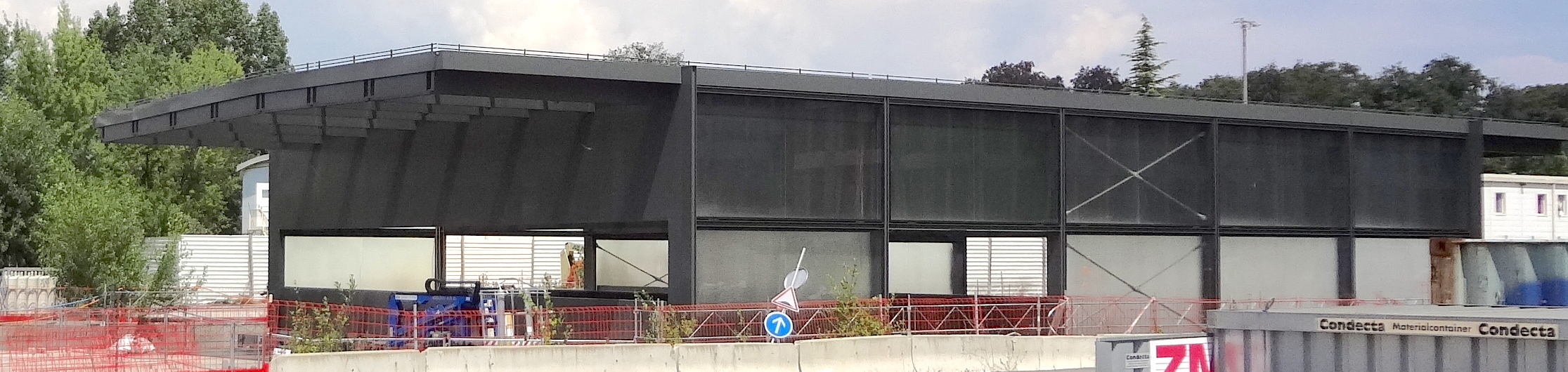
Il cantiere della nuova stazione di Eaux-Vives

In preparazione alla costruzione del CEVA (Cornavin - Eaux-Vives - Annemasse) nel 2011 venne chiusa e smantellata la tratta tra Eaux-Vives e Chêne-Bourg (stazione quest'ultima riaperta al servizio), mentre il 1 aprile 2013 la tratta Chêne-Bourg - Annemasse venne soppressa e l'intera linea chiusa per lavori di ricostruzione sotterranea e a doppio binario.
Da parte francese, le opere furono dichiarate di pubblica utilità con decreto prefettizio dell'11 aprile 2013, a seguito di un'inchiesta pubblica che si svolse dal 27 agosto al 5 ottobre 2012.
La linea, nell'ambito del progetto CEVA, è stata ricostruita, principalmente sotterranea, e prolungata sotto la città di Ginevra per realizzare il collegamento essenziale del Léman Express.
Il nuovo collegamento tra la stazione di Ginevra Cornavin e quella di Annemasse fu aperto il 15 dicembre 2019.
Il vecchio percorso Eaux-Vives - Annemasse è già stato riconvertito in un percorso ciclopedonale.